# Landschaftsschutzgebiet Schafberg–Salzkammergutseen

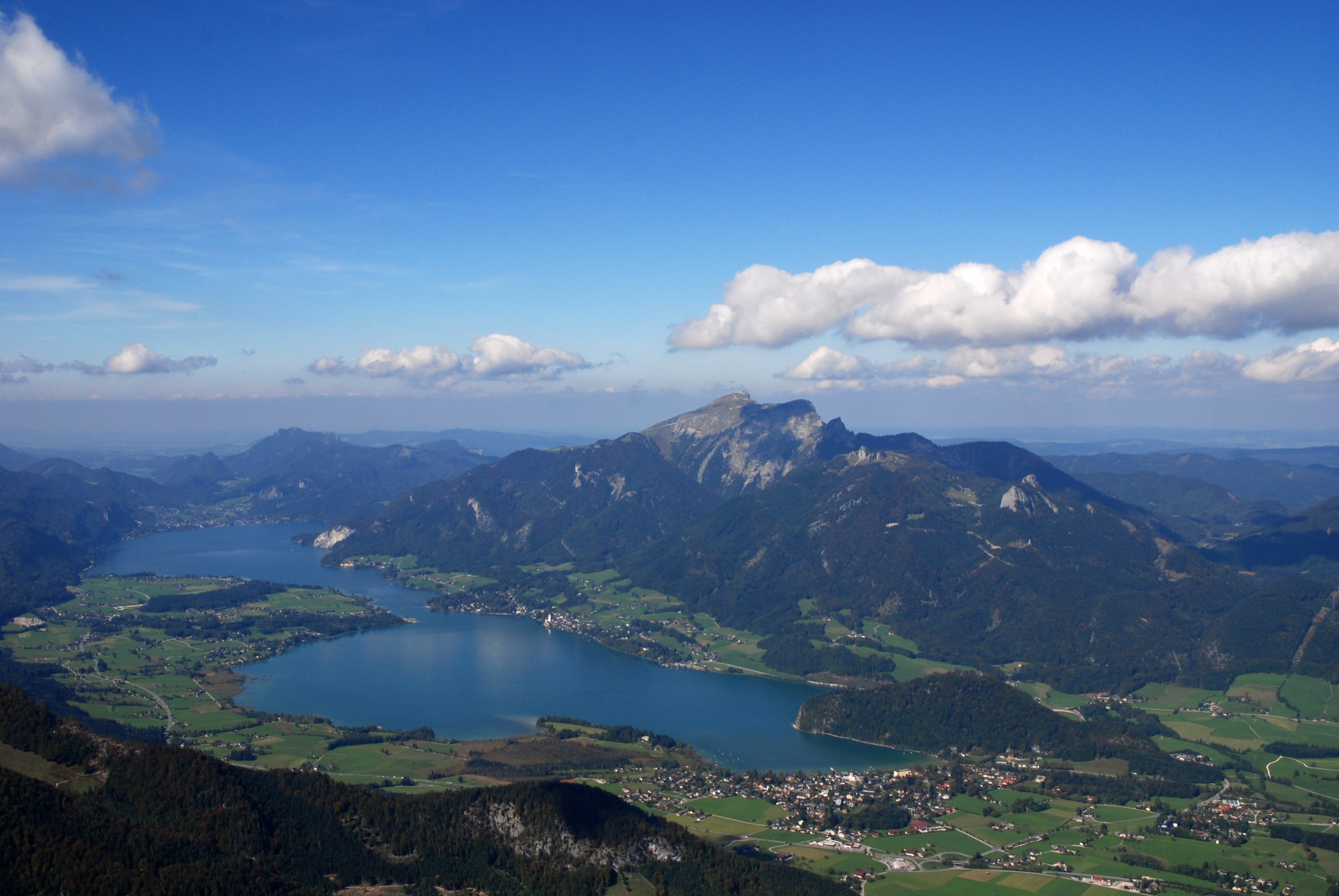
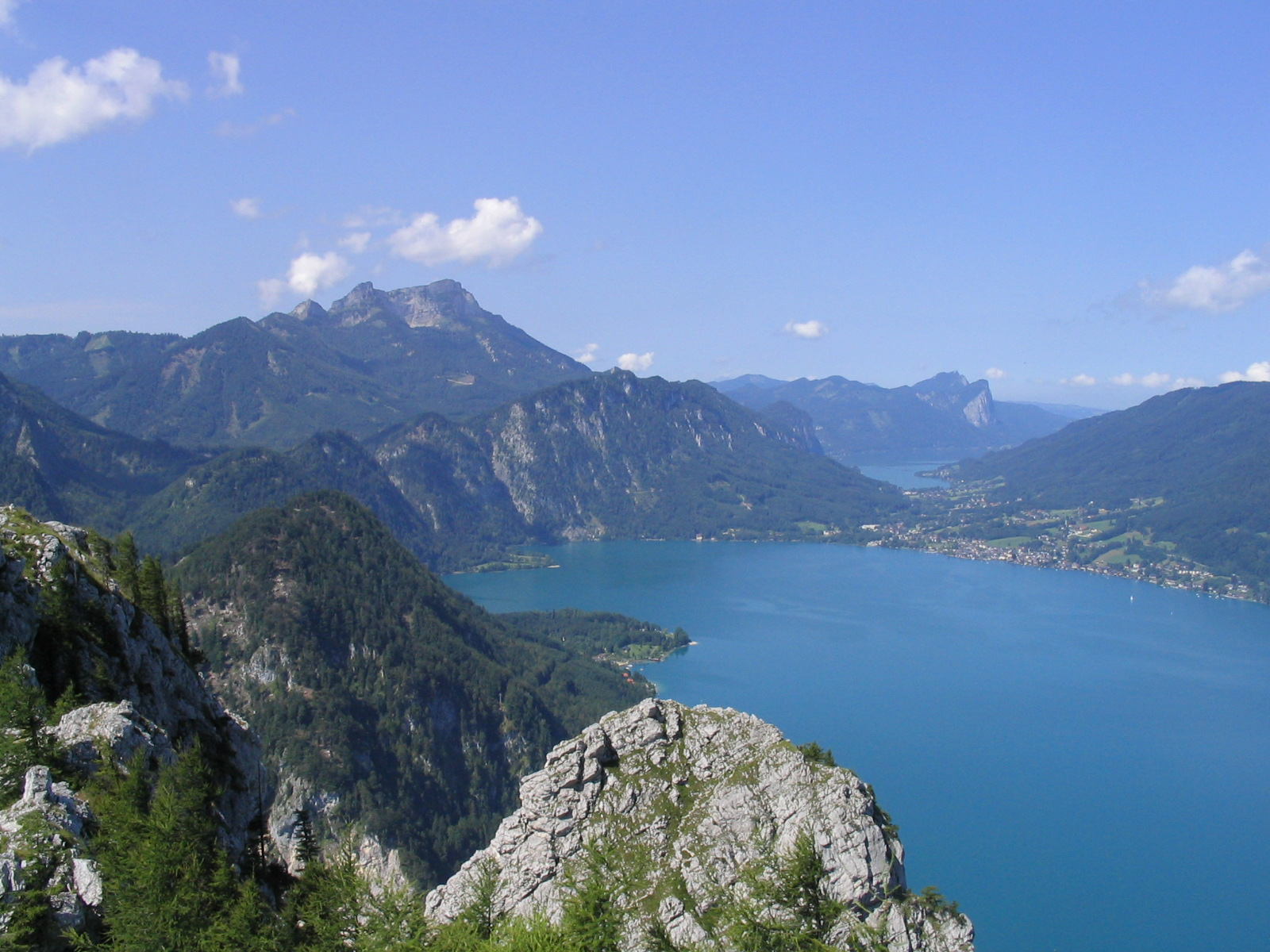

Das Landschaftsschutzgebiet Schafberg–Salzkammergutseen ist ein Schutzgebiet im östlichen Flachgau (Bezirk Salzburg-Umgebung) im Land Salzburg.

## Geographie und Schutz
Das Schutzgebiet umfasst den Salzburgischen Anteil „des Schafbergmassives und des Wolfgangsees unter Einbeziehung des Krottensee-Gebietes“ (mit der Zeppezau) „sowie der in Salzburg gelegenen Seeuferbereiche des Mond- und Attersees“ (Oberburgau respektive Unterburgau), „der Zinkenbach-Halbinsel und der daran im Südosten anschließenden Wiesenflächen bis zu dem im Südosten heranreichenden Waldrand“ am Fuß der Bleckwand. Im Schafberggebiet gehören dann auch noch der Suissensee und der Mittersee, letzterer genau auf der Landesgrenze, dazu.
„Ausgenommen aus dem Landschaftsschutzgebiet sind ein Sägewerksbetrieb in Abersee sowie eine Siedlung westlich davon“ (Abersee mit Langgassen), „die an der Ache zwischen Mond- und Attersee“ (Seeache) „gelegene ‚Schnabelreitersiedlung-Labschneider‘“ (Letten-Labschneider) „und die durch weitere Bebauung nunmehr geschlossenen Ortschaften im Bereich von St. Gilgen und Strobl sowie die Siedlung Reith“. Auch der Ortskern von Ried gehört am Rand des Schutzgebietes nicht dazu.
Das Schutzgebiet umfasst derzeit (2017) 5627,71 Hektar.
Innerhalb des Areals liegen der geschützte Landschaftsteil Falkensteinwand (GLT 75), das Naturdenkmal Fels- und Baumpartie am Scharflingerberg (NDM 55), der geschützte Landschaftsteil Feuchtwiesen um den Egelsee Scharfling am Mondsee (GLT 96) und die als Naturdenkmal ausgewiesene Burggrabenklamm (NDM 65) am Attersee.
Nicht zum Landschaftsschutzgebiet gehört das Blinklingmoos bei Strobl, das eigenständig als Naturschutzgebiet (NSG 17) und Biogenetisches Reservat ausgewiesen ist, und sich nahtlos einfügt. Oberösterreichischerseits grenzt das Europaschutzgebiet Mond- und Attersee (FFH-Gebiet, EU04/AT3117000) an, zu dem auch die Seeache gehört. Der Wolfgangsee ist in Oberösterreich durch den ex-lege-Seenschutz (OÖ. NSG, 500-Meter-Zone) geschützt.
Schutzzweck ist, „weil sie eine hervorragende landschaftliche Schönheit aufweisen und für die Erholung der Bevölkerung und den Fremdenverkehr bedeutsam sind.“ Betont wird dabei die „reizvolle Lage der Voralpenseen am Fuß imposanter Felswände und markanter Berggipfel, Verlandungszonen, umgeben von Grünland, Bergwäldern sowie Almflächen und Ödland“ und die „wesentlich durch die Salzkammergutseen geprägte Naturlandschaft bzw naturnahe Kulturlandschaft.“ (§ 1a LGBl. 54/1981). Die Ver- und Gebote sind hauptsächlich die der Allgemeinen Landschaftsschutzverordnung (LGBl. 89/1995), also gewisse Bebauungs- und Geländeveränderungsverbote, aber insbesondere auch das Campieren, das Zelten oder Abstellen von Wohnwägen, Wohnmobilen und dergleichen im Freien außerhalb vorgesehener Plätze.

## Geschichte
Das ursprünglich sehr abgelegene und dünn besiedelte Wolfgangtal, das aber als Transportroute und wegen der Wallfahrt nach St. Wolfgang bedeutend war, wurde erst ab den 1830ern für die Sommerfrische erschlossen. Im späteren 19. Jahrhundert setzte dann eine rapide zunehmende Verbauung ein, sowohl eine allgemeine Zersiedelung wie auch insbesondere eine Verhüttelung der Seeufer für Badeplätze.
Ursprünglich wurden mit der Salzburger Seenschutzverordnung (LGBl. 61/1957) (unter anderem) „die an den Aber- oder Wolfgangsee, den Attersee, … den Krottensee, den Mondsee … angrenzenden Geländestreifen in einer Breite von je 500 Meter von Seeufer landeinwärts gemessen“ zu Landschaftsschutzgebieten erklärt (Gewässerschutzzone). Mit dem LGBl. 77/1971 wurde auch der Mittersee am Schafberg hinzugenommen.
1981 wurde dann ein explizites Landschaftsschutzgebiet ausgewiesen (LSG 46; Schafberg-Salzkammergutseen-Landschaftsschutzverordnung, LGBl. 54/1981). 2003 wurden etwa 25 Hektar aus dem Gebiet herausgenommen (Art. 26 LGBl. 83/2003).

## Rechtsquellen und Einzelnachweise
1. 1 2  Schutzgebiet: Naturdenkmal: Steinklüfte am Plombergstein. Naturschutzbuch Salzburg online (SAGIS).
2. ↑  Die Salzburger Landesgrenze reicht an beiden Seen nur bis an die Uferlinie.
3. 1 2 3 4  Verordnung der Salzburger Landesregierung vom 20. Juli 1981, mit der Teile der Gemeinden St. Gilgen und Strobl zu einem Landschaftsschutzgebiet erklärt werden (Schafberg-Salzkammergutseen-Landschaftsschutzverordnung). StF: LGBl. Nr. 54/1981 (i.d.g.F. online, ris.bka) – Flächenbeschreibung im originalen Wortlaut (idF. LGBl. Nr. 83/2003).
4. 1 2  Verordnung der Salzburger Landesregierung vom 29. Juli 1957, womit die Umgebung bestimmte Salzburger Seen zu Landschaftsschutzgebieten erklärt werden (Seenschutzverordnung). LGBl. Nr. 61/1957 (EReader, ALEX Online).
5. ↑  Verordnung der Salzburger Landesregierung vom 16. Juli 2003, mit der 34 Landschaftsschutzverordnungen geändert werden. LGBl. Nr. 83/2003 (i.d.g.F. online, ris.bka)